# Хиббинс, Фредерик
Фредерик Ньютон Хиббинс — британский легкоатлет, бронзовый призёр Олимпийских игр 1912 года в командном кроссе. Также на Олимпиаде 1912 года выступал на дистанциях 5000 и 10 000 метров.
Чемпион Англии по кроссу в 1911 и 1912 годах, где выступал за команду Hallamshire Harriers. Бронзовый призёр кросса наций 1912 года.